# Sindères
Sindères – miejscowość i dawna gmina we Francji, w regionie Nowa Akwitania, w departamencie Landy. W 2013 roku populacja ówczesnej gminy wynosiła 193 mieszkańców. 
W dniu 1 stycznia 2019 roku z połączenia czterech ówczesnych gmin – Arjuzanx, Garrosse, Morcenx oraz Sindères – powstała nowa gmina Morcenx-la-Nouvelle. Siedzibą gminy została miejscowość Morcenx. 